# Kokcha

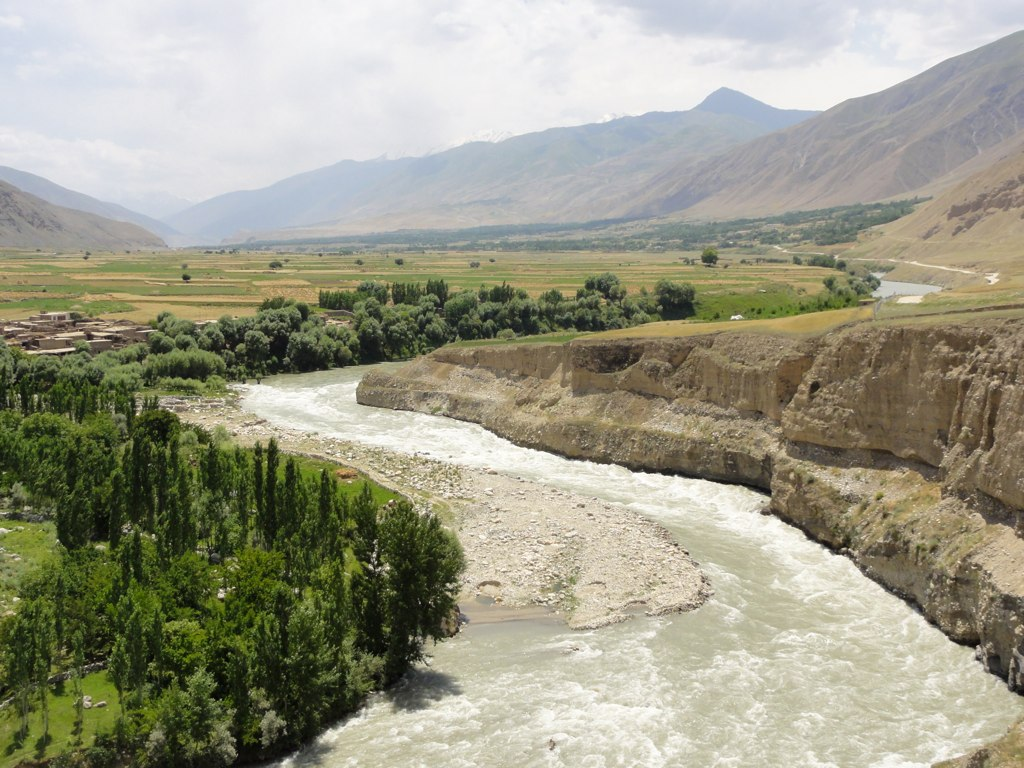

Kokcha är en flod i nordöstra Afghanistan som från sina källor i Hindukush avvattnar bergens nordsluttningar och flyter genom provinsen Badakhshan från sydöst till nordväst. Kokcha passerar förbi Feyzabad, huvudstad i provinsen, och just innan den rinner ut i Amu-Darja flyter Kokcha förbi en hellenistisk ruinstad, Ai Khanoum.
Under medeltiden och tidigmodern tid var Kokchas floddal det dominerande området för brytning och export till Europa av lapis lazuli, ur vilket man utvann det eftertraktade pigmentet ultramarinblått.